# تئولادا (ساردینیا)
تئولادا (به ایتالیایی: Teulada) یک کومونه در ایتالیا است که در استان کالیاری واقع شده‌است. تئولادا ۲۴۶٫۲ کیلومتر مربع مساحت و ۳٬۵۹۱ نفر جمعیت دارد و ۵۰ متر بالاتر از سطح دریا واقع شده‌است.